# Johann Georg Geiling

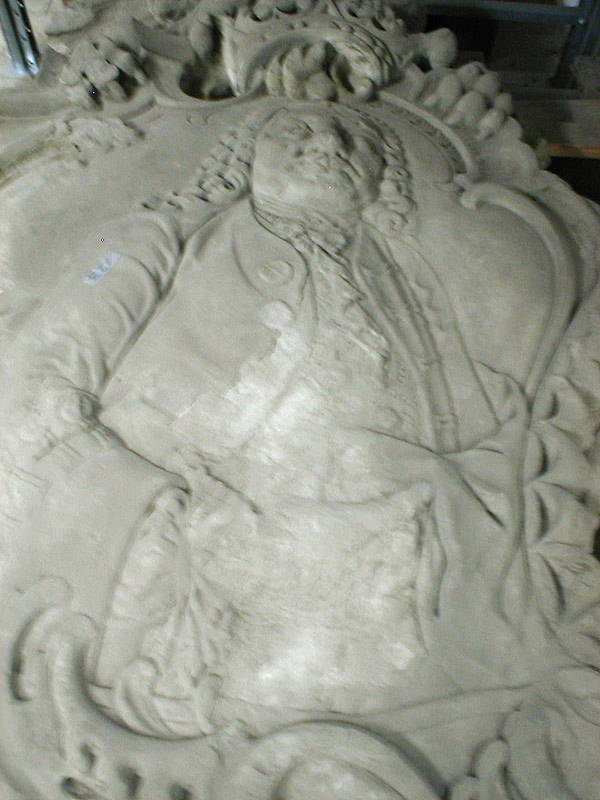
Porträttafel vom Grabmal des gleichnamigen Sohnes Johann Georg Geiling

Johann Georg Geiling (* 7. September  1657 in Heilbronn; † 23. Dezember  1729 ebenda) war von 1727 bis 1729 Bürgermeister von Heilbronn.

## Leben
Er war 1689 Mitglied des Stadtgerichts und gehörte 1690 dem kleinen, inneren Rat („von den burgern“) von Heilbronn an, war ab 1701 Steuerherr und ab 1727 bis zu seinem Tod Bürgermeister der Reichsstadt. 
Er war verheiratet mit Maria Barbara Hesser, der Tochter eines Heilbronner Metzgers. Johann Georg und Maria Barbara hatten zwei Kinder: Maria Magdalena und Johann Georg. Maria Magdalena heiratete Johann Kornacher, den Vater von Georg Christoph Kornacher, dessen Tochter Lisette Kornacher als Vorlage des Käthchens von Heilbronn vermutet wurde. Johann Georg der Jüngere heiratete die Tochter des Bürgermeisters Johann David Feyerabend.
Das Grabmal zweier Söhne Geilings mit einer zentralen Porträttafel, gefertigt von dem Bildhauer Johann Baptista Lauggas, hat sich im Lapidarium des Stadtarchivs Heilbronn im Alten Milchhof  erhalten.